# Bill Vukovich
Bill Vukovich (13 de dezembro de 1918 — 30 de maio de 1955) foi um automobilista estadunidense. Ele esteve em seis (cinco) 500 Milhas de Indianápolis, prova que fazia parte do calendário da Fórmula 1 de 1950 até 1960: 1950 (não se qualificou), 1951, 1952, 1953, 1954 e 1955. Bill venceu duas vezes as 500 Milhas de Indianápolis: 1953 (pole position) e 1954.

## Biografia
Seu filho Bill Vukovich II, foi piloto de Fórmula Indy e seu neto Bill Vukovich III também pilotou na Fórmula Indy. Morreu em um acidente nas 500 Milhas de Indianápolis, quando seu KK500C/OFFY colide com vários carros, em 1955.

### Resultados nas 500 Milhas de Indianápolis
| Ano   | Carro | Largada | Classificação                          | Rank  | Resultado | Voltas | Liderança | Abandono           |
| ----- | ----- | ------- | -------------------------------------- | ----- | --------- | ------ | --------- | ------------------ |
| 1950  | 10    | –       | –                                      | –     | –         | –      | –         | Não se classificou |
| 1951  | 81    | 20      | 133,725 milhas por hora (215,210 km/h) | 16    | 29        | 29     | 0         | Tanque de óleo     |
| 1952  | 26    | 8       | 138,212 milhas por hora (222,431 km/h) | 2     | 17        | 191    | 150       | Direção            |
| 1953  | 14    | 1       | 138,392 milhas por hora (222,720 km/h) | 1     | 1         | 200    | 195       | Corrida            |
| 1954  | 14    | 19      | 138,478 milhas por hora (222,859 km/h) | 15    | 1         | 200    | 90        | Corrida            |
| 1955  | 4     | 5       | 141,071 milhas por hora (227,032 km/h) | 3     | 25        | 56     | 50        | Acidente           |
| Total | Total | Total   | Total                                  | Total | Total     | 676    | 485       |                    |

| Largadas                    | 5 |
| Poles                       | 1 |
| Primeira Fila               | 1 |
| Vitórias                    | 2 |
| Chegou entre os 5 melhores  | 2 |
| Chegou entre os 10 melhores | 2 |
| Abandonos                   | 3 |